# جونسون كنترولز

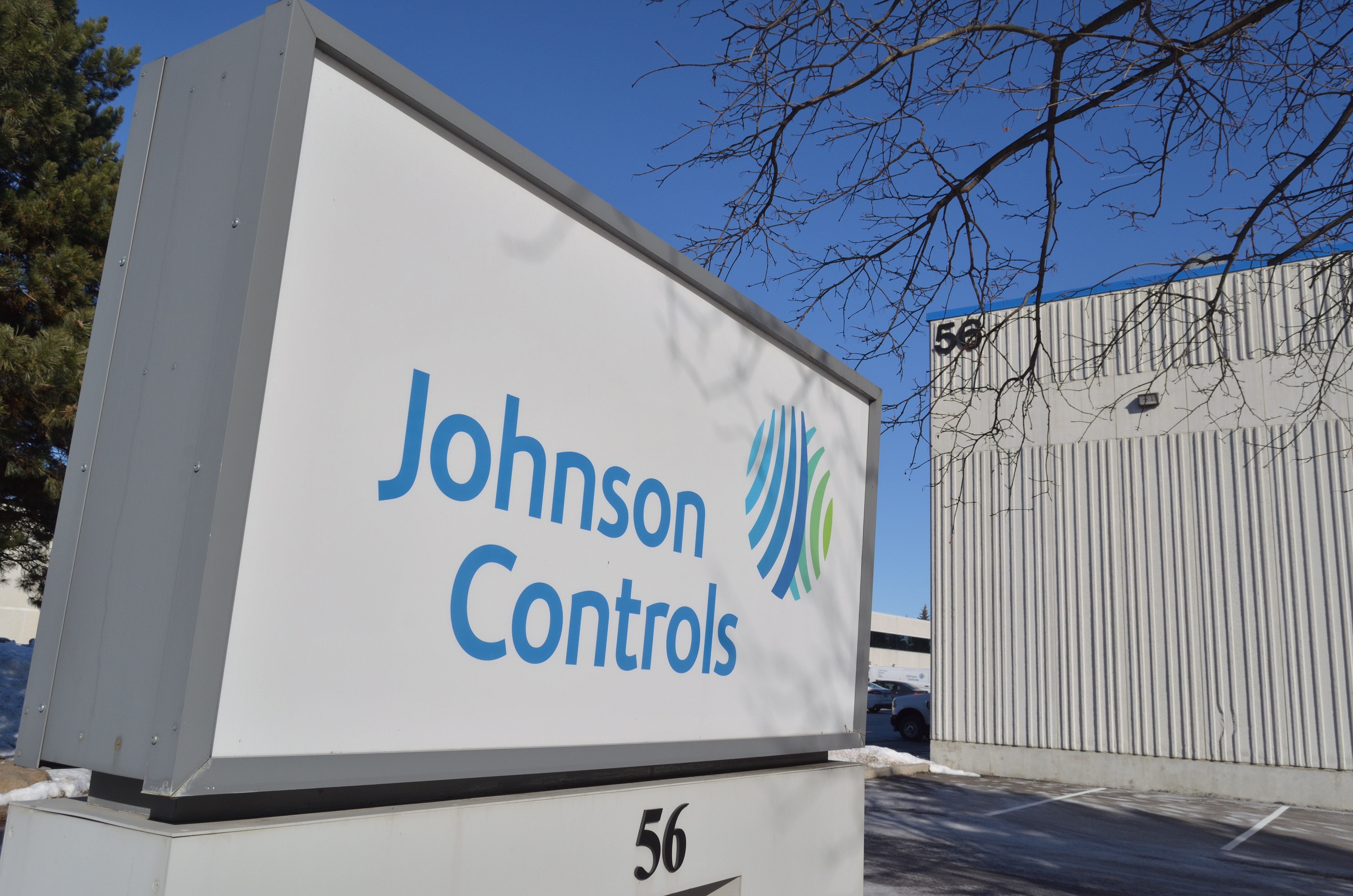
مكتب جونسون كونترولز في أونتاريو

جونسون كونترولز إنترناشونال (بالإنجليزية: Johnson Controls International)‏ هي شركة أمريكية متعددة الجنسيات مقرها الرئيسي في كورك، أيرلندا وتنتج معدات النار والتدفئة والتهوية وتكييف الهواء ومعدات الأمن للمباني. اعتبارًا من منتصف عام 2019، كان يعمل بالشركة 105,000 شخص في حوالي 2,000 موقع في العديد من الدول. في عام 2017، أُدرجت جونسون كونترولز في المرتبة 389 في قائمة فورتشن 500 لأكبر الشركات من حيث الإيرادات في الولايات المتحدة.

## تاريخ
تأسست الشركة في عام 1885 باسم Johnson Electric Service Company. وفي عام 1974 تغير الاسم إلى جونسون كنترولز.
اندمجت جونسون كونترولز مع شركة تايكو الدولية في صفقة تم الإعلان عنها في 25 يناير 2016 لتشكيل جونسون كنترولز إنترناشونال.

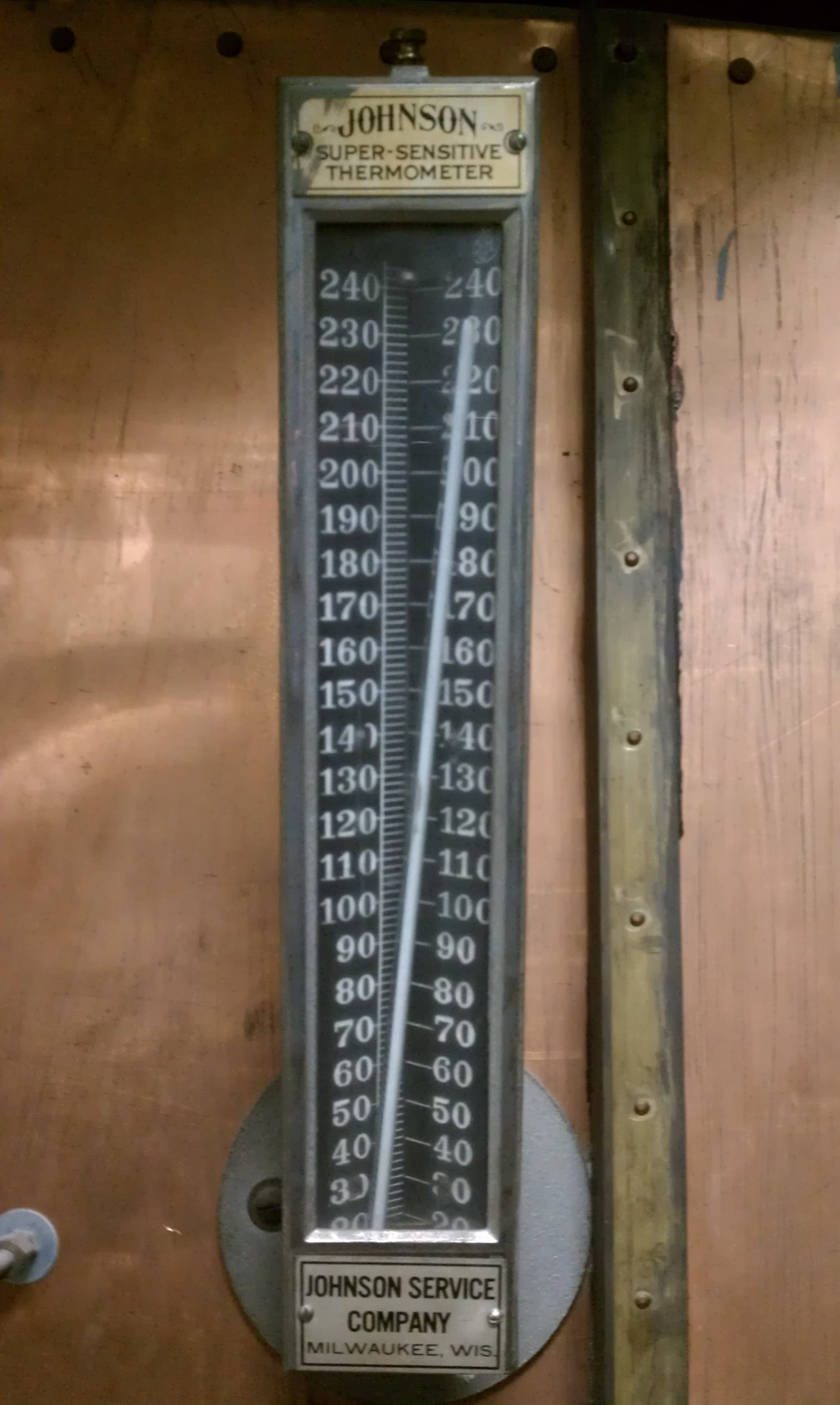
ترمومتر جونسون فائق الحساسية على وحدة تكييف الهواء

## روابط خارجية
- الموقع الرسمي